# Campeaux (Oise)
 Campeaux  es una comuna y población de Francia, en la región de Picardía, departamento de Oise, en el distrito de Beauvais y cantón de Formerie.

## Demografía
Su población en el censo de 1999 era de 433 habitantes.

## Ordenación política
Está integrada en la Communauté de communes de la Picardie Verte .
- Datos: Q1095570
- Multimedia: Campeaux (Oise) / Q1095570

1. ↑  Worldpostalcodes.org, código postal n.º 60220.
2. ↑  INSEE, Datos de población para el año 2012 de Campeaux (en francés).